# Districtul Ghriss
Ghriss este un district din provincia Mascara, Algeria.